# Sömek

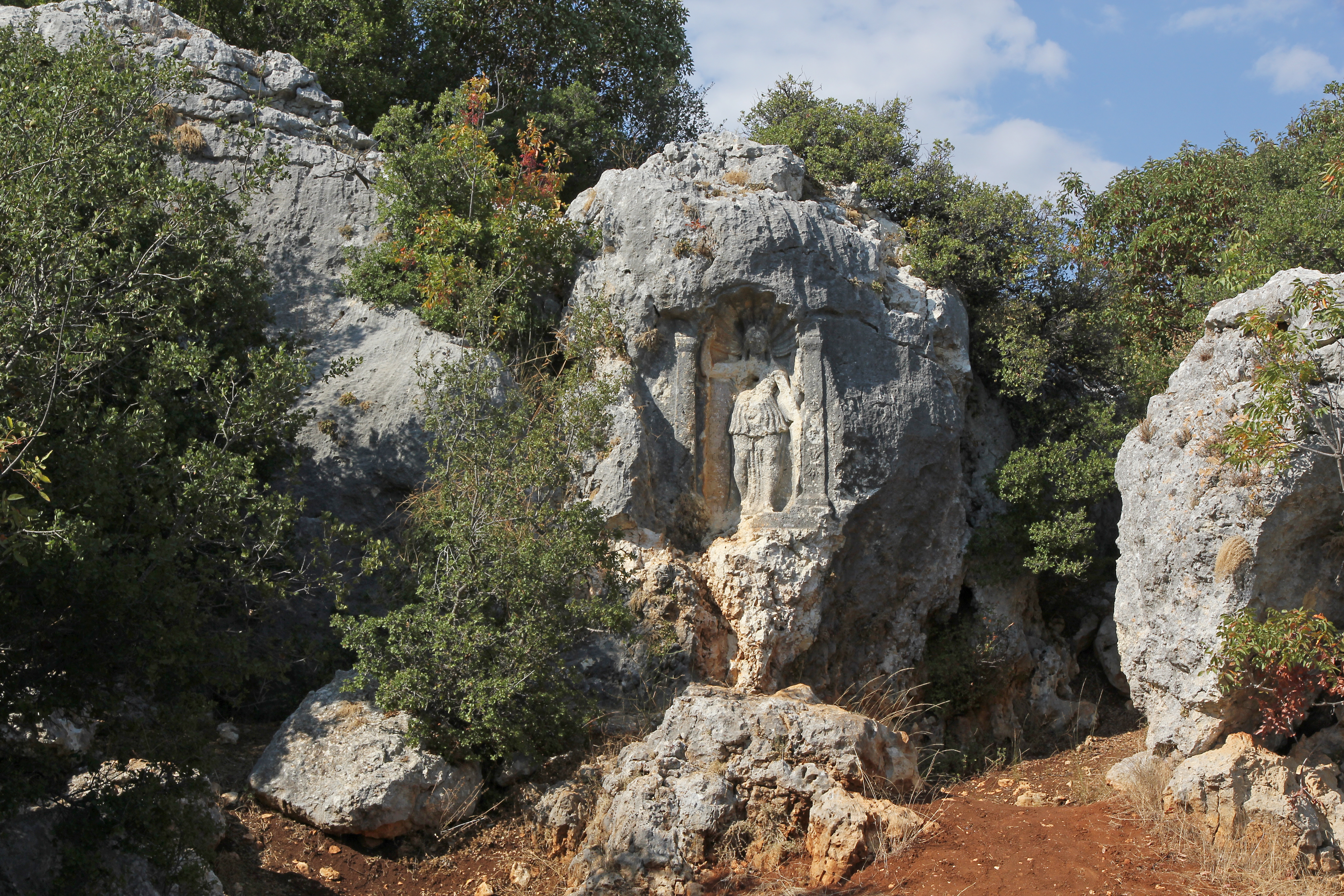
Athenarelief bei Sömek

Sömek ist ein Dorf im Landkreis Silifke der türkischen Provinz Mersin. Der Ort liegt etwa 30 Kilometer nordöstlich der Kreisstadt und 50 Kilometer südwestlich der Provinzhauptstadt Mersin. Seit einer Gebietsreform 2014 ist der Ort kein Dorf mehr, sondern ein Ortsteil der Kreisstadt Silifke.
Sömek liegt etwa 15 Kilometer von der Mittelmeerküste entfernt im bergigen Hinterland von Kızkalesi, an der Verbindungsstraße von Limonlu über Cambazlı nach Uzuncaburç, dem antiken Diokaisareia. Etwa zwei Kilometer nördlich verläuft das Tal des Flusses Limonlu, des antiken Lamos. Der Fluss bildete in der Antike die Grenze zwischen dem Rauen Kilikien (Kilikia Tracheia) im Westen und dem Ebenen Kilikien (Kilikia Pedias) im Osten. Im Norden des Dorfes liegt, in einen Felsblock eingemeißelt, ein Relief der Göttin Athena. Etwa 600 Meter nordwestlich davon liegt das Kriegerrelief von Efrenk in einer Felswand neben einem steilen Weg, der zum Fluss Lamos führt. Im Ort finden sich in Ruinen und Spolien Reste einer römisch-frühbyzantinischen Siedlung. Im Süden des Ortes liegen in der Flur Örendibi die Ruinen eines Gutshofes der gleichen Periode.